# Grantwood Village
Grantwood Village est une ville de la proche banlieue de Saint-Louis, dans le comté de Saint-Louis, dans le Missouri, aux États-Unis,. Elle est située au sud-est du comté.

## Démographie
Lors du recensement de 2010, la ville comptait une population de 863 habitants. Elle est estimée, en 2016, à 861 habitants.

### Source de la traduction
- (en) Cet article est partiellement ou en totalité issu de l’article de Wikipédia en anglais intitulé « Grantwood Village, Missouri » (voir la liste des auteurs).